# Richard Robarts
Pour les articles homonymes, voir Robarts.
Pas d'image ? Cliquez ici
Richard Robarts, né le 22 septembre 1944 à Bicknacre dans le comté de l'Essex en Angleterre, est un ancien pilote automobile britannique qui a participé à trois courses de Formule 1 en 1974, ne marquant aucun point.
Richard Robarts dispute le championnat de Formule Ford entre 1969 et 1972 avant de courir en Formule 3 en 1973. L'année suivante, il accède à la Formule 1 avec l'écurie Brabham où il court les trois premiers Grands Prix de la saison. Lors de son troisième Grand Prix, en Afrique du Sud, Robarts, parti de la vingt-deuxième place, termine dix-septième à quatre tours du vainqueur qui n'est qu'autre que son coéquipier Carlos Reutemann, qui s'était élancé de la quatrième position. Faute d'argent, le britannique cède sa place au Liechtensteinois Rikky von Opel, héritier de la marque éponyme allemande. À la mi-saison, Robarts trouve un baquet au sein de l'écurie Williams à l'occasion du Grand Prix de Suède, mais il est remplacé à la dernière minute par le Danois Tom Belsø. Robarts quitte alors la Formule 1 et participe au championnat de Formule 2 à partir de 1976.

## Résultats en championnat du monde de Formule 1
| Saison | Écurie                                                   | Châssis                      | Moteur           | Pneus              | GP disputés | Points inscrits | Classement |
| ------ | -------------------------------------------------------- | ---------------------------- | ---------------- | ------------------ | ----------- | --------------- | ---------- |
| 1974   | Motor Racing Developments Ltd Frank Williams Racing Cars | Brabham BT44 ISO-Marlboro FW | Ford-Cosworth V8 | Goodyear Firestone | 3 0         | 0               | n.c.       |